# جاهای تاریک (فیلم)
جاهای تاریک (به انگلیسی: Dark Places) یک فیلم معمایی درام به نویسندگی و کارگردانی گیلز پاکت برنر است. این فیلم بر اساس رمانی به همین نام به قلم نویسندهٔ آمریکایی گیلین فلین به رشته تحریر درآمده است. از بازیگران فیلم می‌توان به شارلیز ترون، کریستینا هندریکس، نیکلاس هولت و کلویی گریس مورتس اشاره کرد.
جاهای تاریک در ۸ آوریل ۲۰۱۵ در فرانسه، و ۷ اوت ۲۰۱۵ توسط شرکت ای۲۴ فیلمز در ایالات متحده اکران شد. فیلم عمدتاً با واکنش‌های منفی از سوی منتقدان همراه بود و ۵٬۱ میلیون دلار در سراسر جهان فروش کرد در حالی که ۱۲ میلیون دلار بودجه ساخت آن بوده است. 

## بازیگران
- شارلیز ترون در نقش لیبی دی[۵]
  - استرلینگ جرینز در نقش کودکی لیبی دی
- کریستینا هندریکس در نقش پتی دی[۶]
- نیکولاس هولت در نقش لایل ورت[۷]
- آندرئا روث در نقش دیوندرا ورتزنر[۸]
  - کلویی گریس مورتس در نقش کودکی دیوندرا ورتزنر[۹]
- کوری استول در نقش بن دی[۸]
  - تای شرایدن در نقش کودکی بن دی[۱۰]
- شان بریدجرز در نقش رانر دی
- دریا د ماتیو در نقش کریسی کیتس[۶]
  - ادی میلر در نقش کودکی کریسی بیتس
- جی لاروس در نقش تری تیپانو
  - شانون کوک در نقش کودکی تری تیپانو
- ناتالی پرشت در نقش میشل دِی
- مدیسون مگوایر در نقش دبی دِی
- دنیس ویلیامسون در نقش کریستال
- جف چاس در نقش کلوین دیل
- دن هویت اونز در نقش رابرت
- گلن مورشور در نقش جیم جفریز

## تولید
تصویربرداری اصلی فیلم در اواخر اوت ۲۰۱۳ در شریوپورت و میندن، لوئیزیانا آغاز شد.